# Musikåret 1892

## Händelser
- 18 december – Anton Bruckners Symfoni nr 8 uruppförs i Wien.
- okänt datum – Gustavianska operahuset i Stockholm rivs.[1]

## Årets singlar & hitlåtar
- Harry Dacre – Daisy Bell [2]

## Årets sångböcker och psalmböcker
- Alice Tegnér – Sjung med oss, Mamma! 1

## Födda
- 1 januari – Sven d'Ailly, svensk operasångare, lutaspelare, teaterregissör och skådespelare.
- 30 januari – Sten Njurling, svensk kompositör och kapellmästare.
- 4 februari – Yrjö Kilpinen, finländsk tonsättare.
- 10 mars – Arthur Honegger, schweizisk tonsättare.
- 25 mars – Gunnar Malmström, svensk kompositör, musikarrangör och musiker.
- 9 maj – Eric Westberg, svensk musikorganisatör, kompositör och dirigent.
- 21 juni – Hilding Rosenberg, svensk tonsättare och dirigent.
- 11 juli – Giorgio Federico Ghedini, italiensk tonsättare.
- 3 september – Karl Kinch, svensk skådespelare, teaterledare, regissör och operettsångare (tenor).
- 4 september – Darius Milhaud, fransk tonsättare.
- 31 oktober – Olof Thiel, svensk filmproducent och kompositör.
- 2 november – Paul Abraham, ungersk-tysk operettkompositör.

## Avlidna
- 22 april – Édouard Lalo, 69, fransk tonsättare.

### Fotnoter
1. ↑  ”Kungliga Operan”. Arkiverad från originalet den 15 maj 2011. https://web.archive.org/web/20110515015756/http://www.operan.se/Om-Operan/Historik-och-verksamhet/Gustav-IIIs-operahus/. Läst 14 april 2011.
2. ↑  ”Låtar du trodde var svenska”. Arkiverad från originalet den 26 oktober 2013. https://web.archive.org/web/20131026075436/http://gotiskaklubben.wordpress.com/2013/09/22/latar-du-trodde-var-svenska/. Läst 22 mars 2011.